# LEO-NiNE
『LEO-NiNE』（レオナイン）は、LiSAの5枚目のオリジナルアルバム。2020年10月14日にSACRA MUSICから17thシングル『炎』と同時発売された。

## 概要
ベストアルバム『LiSA BEST -Day- & LiSA BEST -Way-』から約2年ぶり、フルアルバムとしては『LiTTLE DEViL PARADE』から約3年半ぶりのリリースとなるオリジナルアルバム。
上述のベスト盤以降に発表された楽曲で構成されており、14thシングル「赤い罠(who loves it?)/ADAMAS」、15thシングル「紅蓮華」、16thシングル「unlasting」、配信シングル「愛錠」、2020年8月24日に先行配信された「マコトシヤカ」を含む全13曲が収録。12thシングル「だってアタシのヒーロー。」や13thシングル「ASH」、配信シングル「Thrill, Risk, Heartless」は上述ベスト盤収録のため今作には収録されていない。
販売形態は完全数量生産限定盤（CD+Blu-ray Disc+上製本フォトブック）、初回限定盤A（CD+Blu-ray Disc+LiSA撮り下ろしブックレット）、初回限定盤B（CD+DVD+LiSA撮り下ろしブックレット）、通常盤（CDのみ）の4種類となっている。
タイトルの「LEO-NiNE」には、"ライオンのような""勇猛な""堂々とした"という意味と、デビュー9年目のアルバムという意味が込められている。
当初は2020年5月にリリース予定だったが延期となった。その為、結果的に同時発売となった「炎」は収録されていない。

## 受賞とノミネート
| 年     | 音楽賞               | 結果 | 出典  |
| ------ | -------------------- | ---- | ----- |
| 2021年 | 第13回CDショップ大賞 | 入賞 | [ 8 ] |

## チャート成績
『LEO-NINE』は、初動66,165枚を売り上げ、2020年10月26日付オリコン週間アルバムチャートで初登場1位を獲得した。アルバムチャートでの1位獲得はベストアルバム『LiSA BEST -Way-』以来2度目となる。また、同時発売されたシングル「炎」も初登場1位を獲得しており、シングル・アルバム共に首位獲得は令和時代として初、女性アーティストでは宇多田ヒカル以来16年6ヶ月振り10組目の快挙となった。オリコンチャートではデジタルアルバム、合算アルバムの各週間チャートでも1位を記録、「炎」でのデジタルシングル（単曲）、ストリーミング、合算シングルの各チャート1位もあわせて、オリコン史上最多となる週間ランキング7冠も達成している。Billboard JAPANでも総合アルバムチャートHot Albumsで自身2度目の1位となり、Top Albums Sales（66,165枚）、Download Albums（5826DL）でも1位を記録、シングルチャート4冠を含めこちらでもBillboard JAPANがチャートを公開して史上初のシングル・アルバム両総合チャートダブル首位とチャート7冠を達成している。
一方で、これまでのアルバム作品がランクインしてきたアニメアルバムチャートは、アニメと関係ないタイアップが増えたことからアニメアルバムとは認められず、今作は対象外となった。

## 収録内容
| #         | タイトル                       | 作詞              | 作曲               | 編曲                          | 時間  |
| --------- | ------------------------------ | ----------------- | ------------------ | ----------------------------- | ----- |
| 1.        | 「play the world! feat.PABLO」 | LiSA 田淵智也     | PABLO a.k.a. WTF!? | PABLO a.k.a. WTF!?            | 4:18  |
| 2.        | 「紅蓮華」                     | LiSA              | 草野華余子         | 江口亮                        | 3:57  |
| 3.        | 「晴レ舞台」                   | LiSA              | 高橋浩一郎         | 高橋浩一郎                    | 4:59  |
| 4.        | 「マコトシヤカ」               | 田淵智也          | 田淵智也           | 江口亮                        | 3:58  |
| 5.        | 「cancellation」               | LiSA              | PABLO a.k.a. WTF!? | PABLO a.k.a. WTF!?            | 4:11  |
| 6.        | 「愛錠」                       | LiSA              | 草野華余子         | 江口亮                        | 4:05  |
| 7.        | 「赤い罠(who loves it?)」      | LiSA 田淵智也     | 田淵智也           | 堀江晶太                      | 4:12  |
| 8.        | 「わがままケット・シー」       | 金井政人(BIGMAMA) | 金井政人(BIGMAMA)  | 江口亮                        | 4:11  |
| 9.        | 「unlasting」                  | LiSA              | 草野華余子         | 堀江晶太                      | 4:56  |
| 10.       | 「ADAMAS (LEO-NiNE ver.)」     | LiSA              | カヨコ             | 堀江晶太                      | 3:43  |
| 11.       | 「1センチ」                    | LiSA              | LiSA 堀江晶太      | 堀江晶太                      | 1:27  |
| 12.       | 「ハウル (LEO-NiNE ver.)」     | LiSA              | HIDEO NEKOTA       | 江口亮 石塚徹（ストリングス） | 4:53  |
| 13.       | 「BEAUTIFUL WORLD」            | LiSA              | 小南泰葉           | 江口亮                        | 5:12  |
| 合計時間: | 合計時間:                      | 合計時間:         | 合計時間:          | 合計時間:                     | 54:02 |

| #   | タイトル                                     | 作詞 | 作曲・編曲 |
| --- | -------------------------------------------- | ---- | ---------- |
| 1.  | 「play the world! feat.PABLO -MUSiC CLiP-」  |      |            |
| 2.  | 「赤い罠(who loves it?) -MUSiC CLiP-」       |      |            |
| 3.  | 「ADAMAS -MUSiC CLiP-」                      |      |            |
| 4.  | 「紅蓮華 -MUSiC CLiP-」                      |      |            |
| 5.  | 「unlasting -MUSiC CLiP-」                   |      |            |
| 6.  | 「愛錠 -Lyric video-」                       |      |            |
| 7.  | 「ハウル -MUSiC CLiP-」                      |      |            |
| 8.  | 「unlasting -LiSA special live in AbemaTV-」 |      |            |
| 9.  | 「シルシ -LiSA special live in AbemaTV-」    |      |            |
| 10. | 「紅蓮華 -THE FIRST TAKE-」                  |      |            |
| 11. | 「THE MAKiNG OF "LEO-NiNE"」                 |      |            |

### 楽曲解説（CD）
1. play the world! feat.PABLO
  - アルバムリード曲
2. 紅蓮華
  - 15thシングル
3. 晴レ舞台
4. マコトシヤカ
  - 本リリースに先駆けて、10月より先行配信された。
CBCテレビ・ラジオ「中日ドラゴンズ」応援テーマソングとして書き下ろされた[12][注 1]。
5. cancellation
6. 愛錠
  - 配信限定シングル
7. 赤い罠(who loves it?)
  - 14thシングルの1曲目（両A面）
8. わがままケット・シー
9. unlasting
  - 16thシングル
10. ADAMAS (LEO-NiNE ver.)
  - 14thシングルの2曲目（両A面）、アルバムバージョンで収録。 公式サイト等では記載されていないが本アルバム収録にあたり、ドラム・スネア・ギターのテンポ全てがアレンジされている。
11. 1センチ
12. ハウル (LEO-NiNE ver.)
  - 16thシングルのカップリング曲、アルバムバージョンで収録。
13. BEAUTIFUL WORLD

## タイアップ
play the world! feat.PABLO
レインボーシックス Japan Championship 2020 テーマソング
紅蓮華
テレビアニメ『鬼滅の刃』OPテーマ
晴レ舞台
テレビアニメ『アニ×パラ〜あなたのヒーローは誰ですか〜』Episode10テーマソング
マコトシヤカ
CBCテレビ・ラジオ「中日ドラゴンズ」応援テーマソング
cancellation
NetEase「百鬼異聞録〜妖怪カードバトル〜」コンセプトソング
愛錠
東海テレビ・フジテレビ系ドラマ『13』主題歌
赤い罠(who loves it?)
TBS系テレビ『COUNT DOWN TV』2018年12月・2019年1月度OPテーマ
unlasting
テレビアニメ『ソードアート・オンライン アリシゼーション War of Underworld』EDテーマ
ADAMAS
テレビアニメ『ソードアート・オンライン アリシゼーション アリシゼーション・ビギニング編』OPテーマ
ハウル
TBS系テレビ「SUPER SOCCER」2019年12月・2020年1月期EDテーマ
BEAUTIFUL WORLD
映画『チャロの囀り』主題歌

## 参加ミュージシャン
play the world! feat. PABLO
- SHiN：Drums
- PABLO (Pay money To my Pain)：Guitar, All Other Instruments
- Rhysa、石黒浩太郎(アマアシ)、ナカノトモユキ：Chorus

紅蓮華
- 比田井修：Drums
- 高間有一：Bass
- PABLO：Guitar
- 江口亮：All Other Instruments

晴レ舞台
- ナカツカルイ：Drums
- 渡辺“kagome”佑輔：Bass
- yu-ya from vivid undress：Guitar
- 高橋浩一郎：Programming, All Other Instruments

マコトシヤカ
- Kid'z from MY FIRST STORY：Drums
- 穴見真吾 from 緑黄色社会：Bass
- misaki from SpecialThanks：Guitar, Chorus
- 江口亮：Guitar

cancellation
- 城戸紘志：Drums
- PABLO：Guitar, All Other Instruments

愛錠
- 石井悠也 (Smash Room)：Drums
- 柳野裕孝：Bass
- 生本直毅：Guitar
- 野間康介：Piano

赤い罠(who loves it?)
- 山内“masshoi”優：Drums
- 堀江晶太 (PENGUIN RESEARCH)：Bass
- 夢時：Guitar

わがままケット・シー
- 石塚徹：Strings Arrangement
- 堀沢真己：Cello
- 江口亮：All Other Instruments

unlasting
- 野々村昌樹：二胡編曲
- 野沢香苗：二胡
- 堀江晶太：All Other Instruments

ADAMAS
- 山内“masshoi”優：Drums
- 堀江晶太：Bass
- PABLO：Guitar
- 永田真希、藤田弥生：Violin, Viola
- 千葉清加、佐藤帆乃佳、東山加奈子、林周雅、中島優紀、城戸喜代：Violin
- 梶谷裕子：Viola
- 村中俊之、内田麒麟、奥泉貴圭、西方正輝：Cello

1センチ
- ゆーまお from ヒトリエ：Drums
- イガラシ fromヒトリエ：Bass
- シノダ from ヒトリエ：Guitar
- 住野雄飛：Tambourine

ハウル
- 諸石和馬：Drums
- 御供信弘：Bass
- 江口亮：Guitar, Acoustic Guitar, Programming
- 成田ハネダ from パスピエ：Piano
- 徳永友美：1st Violin
- 藤堂昌彦：2nd Violin
- 榎戸崇浩：Viola
- 堀沢真己：Cello

BEAUTIFUL WORLD
- 城戸紘志：Drums
- 高間有一：Bass
- PABLO、五十嵐勝人：Guitar
- 野間康介：Piano
- 江口亮：All Other Instruments

## チャートと売上
| チャート（2020年）              | 最高 順位 |
| ------------------------------- | --------- |
| Billboard Japan Hot Albums      | 1         |
| Billboard Japan Top Album Sales | 1         |
| Billboard Japan Download Albums | 1         |
| オリコン週間アルバムチャート    | 1         |

| チャート（2020年）              | 順位 |
| ------------------------------- | ---- |
| Billboard Japan Hot Albums      | 19   |
| Billboard Japan Download Albums | 20   |

### 認定とセールス
| 国/地域                                             | 認定     | 認定/売上数            |
| --------------------------------------------------- | -------- | ---------------------- |
| 日本 (RIAJ)                                         | ゴールド | 135,129（フィジカルCD) |
| * 認定のみに基づく売上数 ^ 認定のみに基づく出荷枚数 |          |                        |